# Helenus Marinus Speelman Wobma
Jhr. mr. Helenus Marinus Speelman Wobma, heer van Heeswijk en Dinther (Den Dungen, 29 oktober 1787 - Leeuwarden 20 maart 1867) was een Nederlands jurist.

## Biografie
Speelman Wobma was een telg uit de adellijke familie Speelman. Zijn tweede achternaam Wobma nam hij (voor zijn persoon alleen, dus niet voor zijn kinderen) in 1806 aan, ontleend aan zijn aangetrouwde oom Jacob Maximiliaan Wobma die getrouwd was met zijn tante Geertruida Helena Speelman (1749-1791).
Na zijn academische studie werd hij hoofd-ontvanger in Leeuwarden. Daarna werd hij lid van de rechtbank. Tussen oktober 1838 en 1845 was hij raadsheer. Vanaf 1845 was hij werkzaam bij het Provinciaal gerechtshof in Friesland, eerst als vicepresident en vanaf en van 1845 tot zijn pensionering op 1 oktober 1863 president. In deze laatste functie was hij onder meer verantwoordelijk voor het uitspreken van het doodvonnis tegen Ype Baukes de Graaf, die de laatste persoon in Friesland zou worden die in vredestijd werd geëxecuteerd.
Hij trouwde in 1813 met Antje Hoitinga Cats (1789-1826), telg uit het geslacht Cats, met wie hij acht kinderen kreeg.